# Liste der Biografien/Hang
Liste der Biografien |
Portal Biografien |
Personensuche
# |
A |
B |
C |
D |
E |
F |
G |
H |
I |
J |
K |
L |
M |
N |
O |
P |
Q |
R |
S |
T |
U |
V |
W |
X |
Y |
Z |
?
 
Ha |
Hd |
He |
Hi |
Hj |
Hk |
Hl |
Hm |
Hn |
Ho |
Hr |
Hs |
Ht |
Hu |
Hv |
Hw |
Hy
 
Haa |
Hab |
Hac |
Had |
Hae–Haf |
Hag |
Hah |
Hai |
Haj |
Hak |
Hal |
Ham |
Han |
Hao |
Hap |
Haq |
Har |
Has |
Hat |
Hau |
Hav |
Haw |
Hax |
Hay |
Haz
 
Hana |
Hanb |
Hanc |
Hand |
Hane |
Hanf |
Hang |
Hanh |
Hani |
Hanj |
Hank |
Hanl |
Hanm |
Hann |
Hano |
Hanp |
Hanq |
Hanr |
Hans |
Hant |
Hanu |
Hanv |
Hanw |
Hanx |
Hany |
Hanz
Die Liste der Biografien führt alle Personen auf, die in der deutschsprachigen Wikipedia einen Artikel haben. Dieses ist eine Teilliste mit 50 Einträgen von Personen, deren Namen mit den Buchstaben „Hang“ beginnt.

## Hang
- Hang (1427–1456), Kaiserin der Ming-Dynastie
- Hang Thun Hak (1926–1975), kambodschanischer Politiker

### Hanga
- Hanga, Ádám (* 1989), ungarischer Basketballspieler
- Hangaard, Mads Hoxer (* 2000), dänischer Handballspieler
- Hangai, Shizuka (* 1988), sehbehinderte, japanische Judoka
- Hangaku Gozen, Onna-mushaHangaku Gozen

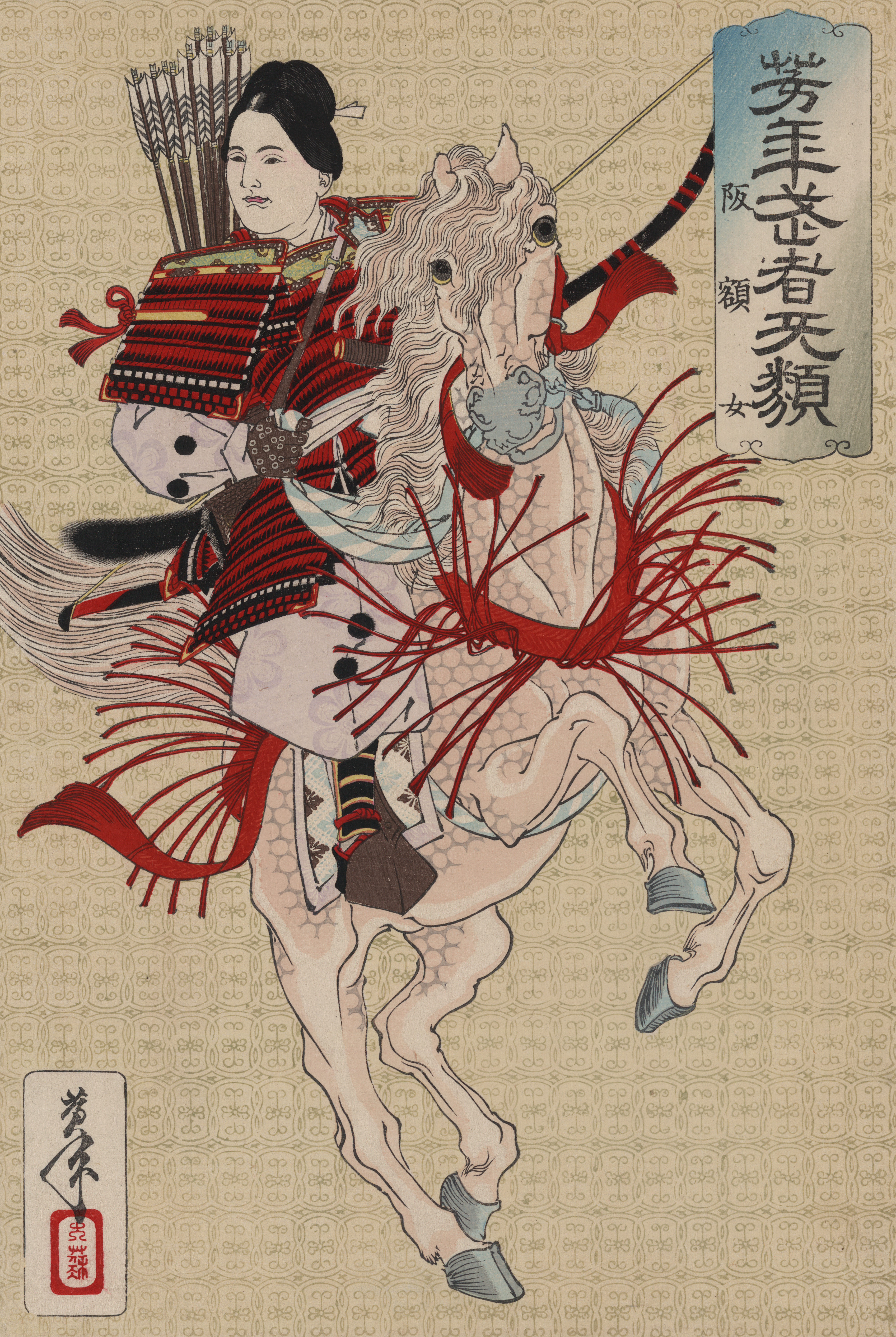
Hangaku Gozen

- Hangal, Gangubai (1913–2009), indische Sängerin
- Hangama, afghanische Sängerin
- Hanganu, Carmen (* 1934), rumänisch-deutsche Opern-, Operetten-, Lied-, Konzert- und Oratoriensängerin (Sopran)
- Hanganu, Ovidiu Cornel (* 1970), rumänischer Fußballspieler

### Hangb
- Hangbé, Hubert (1972–2018), beninischer Fußballspieler

### Hange
- Hange, Franz (1921–2011), deutscher Journalist und Ministerialbeamter
- Hange, Michael (* 1950), deutscher Mathematiker und ehemaliger Präsident des BSI
- Hängekorb, Kurt (1886–1962), deutscher Arbeiterdichter
- Hangeland, Brede (* 1981), norwegischer Fußballspieler
- Hangen, Heijo (1927–2019), deutscher Maler
- Hangen, Philipp (1836–1915), deutscher Philologe, Hochschullehrer und Bibliothekar
- Hangen, Philipp (1848–1920), deutscher Jurist und Politiker
- Hanger, Andreas (* 1968), österreichischer Politiker (ÖVP), Abgeordneter zum NationalratAndreas Hanger (* 1968)

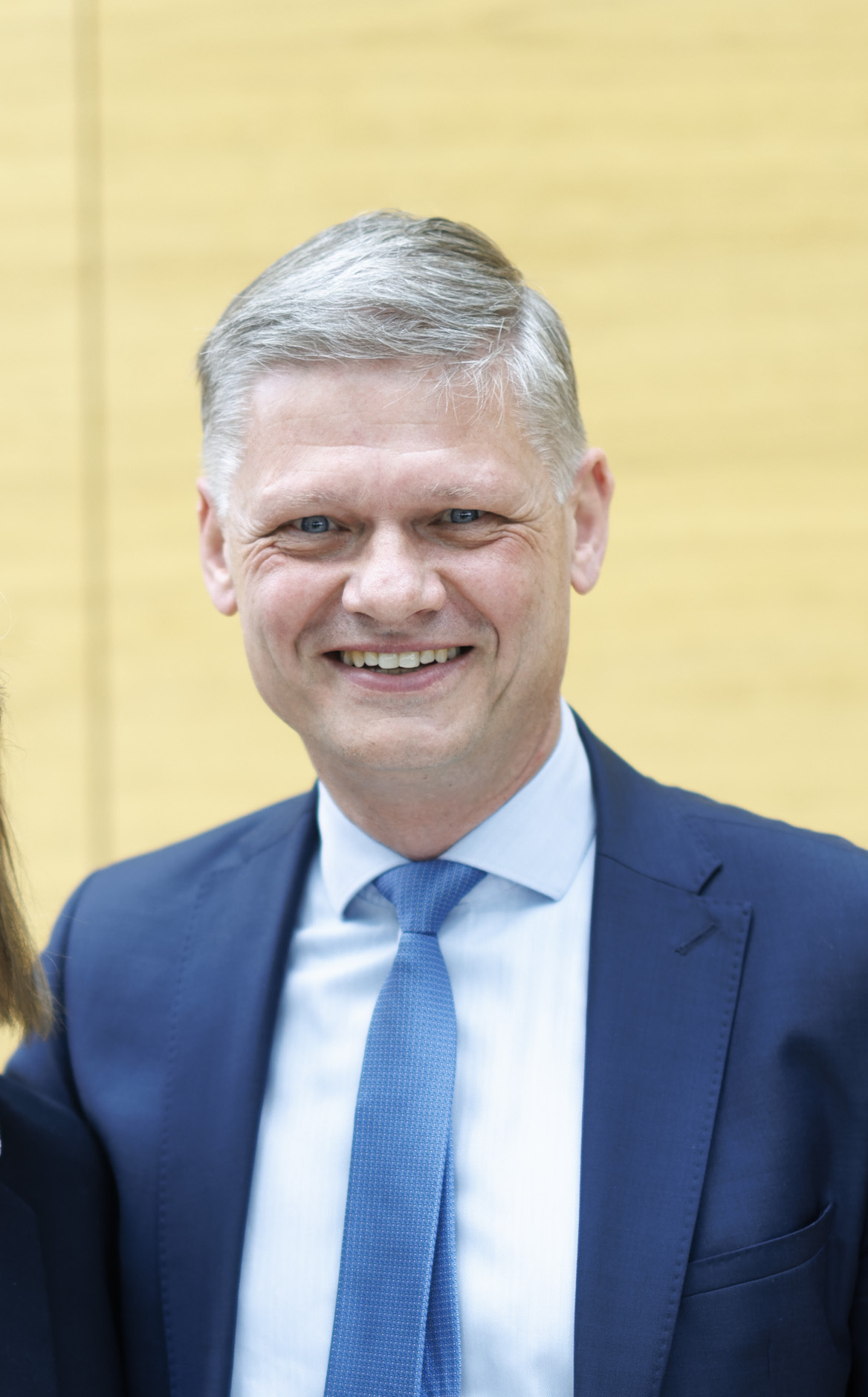
Andreas Hanger (* 1968)

- Hänger, Max der Ältere (1874–1941), deutscher Maler
- Hänger, Max junior (1898–1961), deutscher Maler
- Hangerli, Alexander († 1854), Fürstentum Moldau
- Hangerli, Constantin († 1799), Fürst der Walachei
- Hangert, Ilse (1925–2015), deutsche Schriftstellerin und Malerin
- Hangest, Roques de († 1352), französischer Adliger, Marschall von Frankreich

### Hangg
- Hänggi, Anton (1917–1994), Schweizer Theologe, Bischof in Basel
- Hänggi, Christoph (* 1960), Schweizer Politiker (SP), Musikwissenschaftler und Museumsleiter
- Hänggi, Franz Josef (1846–1908), Schweizer Politiker und Zeitungsredaktor
- Hänggi, Hermann (1894–1978), Schweizer Turner
- Hänggi, Hubert (1934–2023), Schweizer Jesuit
- Hänggi, Marcel (* 1969), Schweizer Journalist und Historiker
- Hänggi, Martin (* 1968), Schweizer Eisschnellläufer
- Hänggi, Peter (* 1942), Schweizer Politiker (CVP)
- Hänggi, Peter (* 1950), Schweizer Physiker
- Hänggi, Pia (* 1957), Schweizer Schauspielerin und Regisseurin
- Hänggi, Roman (* 1967), Industriemanager und Professor für Produktionsmanagement

### Hangh
- Hanghey, Thomas, britischer Fußballspieler
- Hanghofer, Hubert (1951–2022), österreichischer Künstler

### Hangl
- Hangl, Célina (* 1989), Schweizer Skirennfahrerin
- Hangl, Georg (1889–1945), Lehrer in Götting, von der SS ermordet
- Hangl, Marco (* 1967), Schweizer Skirennfahrer
- Hangl, Martin (* 1962), Schweizer Skirennläufer
- Hanglberger, Manfred (* 1952), deutscher Priester und Familientherapeut
- Hangler, Regine, österreichische Opernsängerin (Sopran)

### Hango
- Hangöbl, Natalie (* 1991), österreichische Politikerin (KPÖ), Landtagsabgeordnete

### Hangs
- Hangstein, Fynn (* 2000), deutscher HandballspielerFynn Hangstein (* 2000)

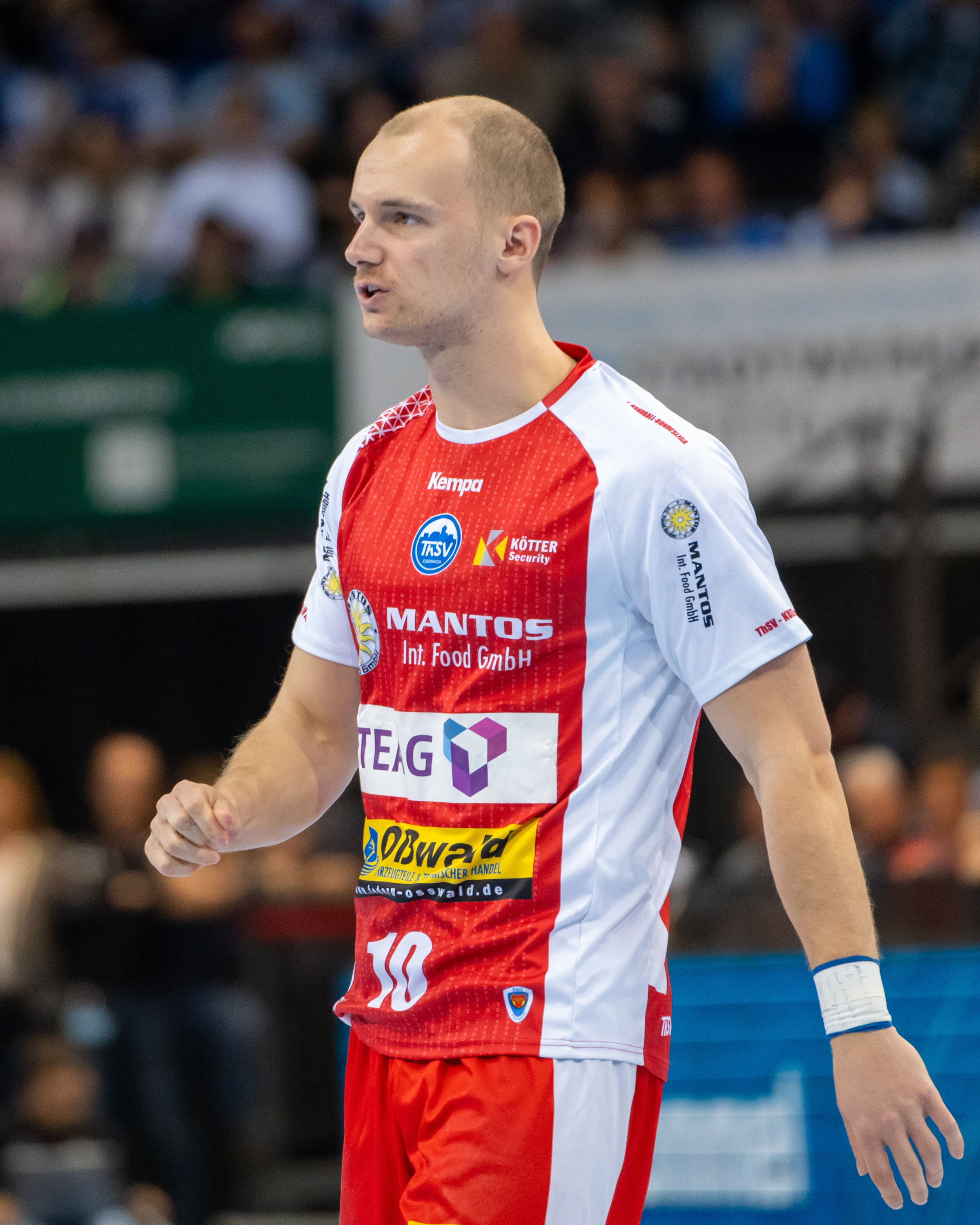
Fynn Hangstein (* 2000)

- Hangstein, Hans-Joachim (1924–1994), deutscher Radsportfunktionär, Präsident des Bundes Deutscher Radfahrer und Hallenchef
- Hangsvart (* 1991), französischer Musiker

### Hangu
- Hangula, Lucas (1952–2021), namibischer Generalinspekteur der Polizei und Generaldirektor des Geheimdienstes

### Hangw
- Hangweyrer, Thomas (* 1989), österreichischer Musiker, Kolumnist, Film- und Musikvideoregisseur